# Chyňava
Obec Chyňava se nachází v okrese Beroun ve Středočeském kraji, asi 8 km severně od Berouna. Žije zde přibližně 1 900 obyvatel.

## Historie
První písemná zmínka o obci pochází z roku 1341, kdy byla ves v zástavě rodu Benešovských a král ji nechal vysadit Peškovi Benešovskému právem zákupním. Od roku 1347 patřila ke hradu Karlštejnu, pak byla však s povolením sněmovním roku 1587 připojena ke Křivoklátu.
Části Lhotka u Berouna, Libečov a Malé Přílepy byly k obci připojeny až v roce 1980.
| 1869 | 1880 | 1890 | 1900 | 1910 | 1921 | 1930 | 1950 | 1961 | 1970 | 1980 | 1991 | 2001 | 2011 |
| ---- | ---- | ---- | ---- | ---- | ---- | ---- | ---- | ---- | ---- | ---- | ---- | ---- | ---- |
| 1481 | 1508 | 1496 | 1527 | 1539 | 1445 | 1405 | 1163 | 1188 | 1189 | 1566 | 1442 | 1481 | 1762 |

### Územněsprávní začlenění
Dějiny územněsprávního začleňování zahrnují období od roku 1850 do současnosti. V chronologickém přehledu je uvedena územně administrativní příslušnost obce v roce, kdy ke změně došlo:
- 1850 země česká, kraj Praha, politický okres Smíchov, soudní okres Unhošť[6]
- 1855 země česká, kraj Praha, soudní okres Unhošť[6]
- 1868 země česká, politický okres Smíchov, soudní okres Unhošť[6]
- 1893 země česká, politický okres Kladno, soudní okres Unhošť[7]
- 1939 země česká, Oberlandrat Kladno, politický okres Kladno, soudní okres Unhošť[8]
- 1942 země česká, Oberlandrat Praha, politický okres Kladno, soudní okres Unhošť[9]
- 1945 země česká, správní okres Kladno, soudní okres Unhošť[10]
- 1949 Pražský kraj, okres Beroun[11]
- 1960 Středočeský kraj, okres Beroun
- 2003 Středočeský kraj, obec s rozšířenou působností Beroun

### Rok 1932
V obci Chyňava (1405 obyvatel, poštovní úřad, telegrafní úřad, telefonní úřad, četnická stanice) byly v roce 1932 evidovány tyto živnosti a obchody: lékař, biograf Sokol, 2 cihelny, obchod s cukrovinkami, obchod s dřívím, 3 holiči, 7 hostinců, 5 jednatelství, kapelník, klempíř, knihkupec, 3 koláři, 3 kováři, 3 krejčí, obchod s obuví Baťa, 3 obuvníci, 4 obchody s ovocem, 2 pekaři, 2 pily, stáčírna piva, pohřební ústav, porodní asistentka, 3 rolníci, 4 řezníci, sedlář, 7 obchodů se smíšeným zbožím, Okresní záložna v Unhošti, spořitelní a záložní spolek pro obec Chyňavu, stavitel, tesařský mistr, 2 trafiky, truhlář, obchod s velocipedy, velkostatek.
Ve vsi Malé Přílepy (379 obyvatel, samostatná obec se později stala součástí Chyňavy) byly v roce 1932 evidovány tyto živnosti a obchody: 2 hostince, kolář, kovář, krejčí, lakýrník, 2 obchody s mlékem, řezník, 2 obchody se smíšeným zbožím, trafika.

## Části obce
Obec Chyňava se skládá z pěti částí na čtyřech katastrálních územích:
- Chyňava (i název k. ú.)
- Lhotka u Berouna (i název k. ú.)
- Libečov (i název k. ú.)
- Malé Přílepy (i název k. ú.)
- Podkozí (leží v k. ú. Chyňava)

## Významní rodáci
- František Rut Tichý (1886–1968), český spisovatel a překladatel

## Pamětihodnosti

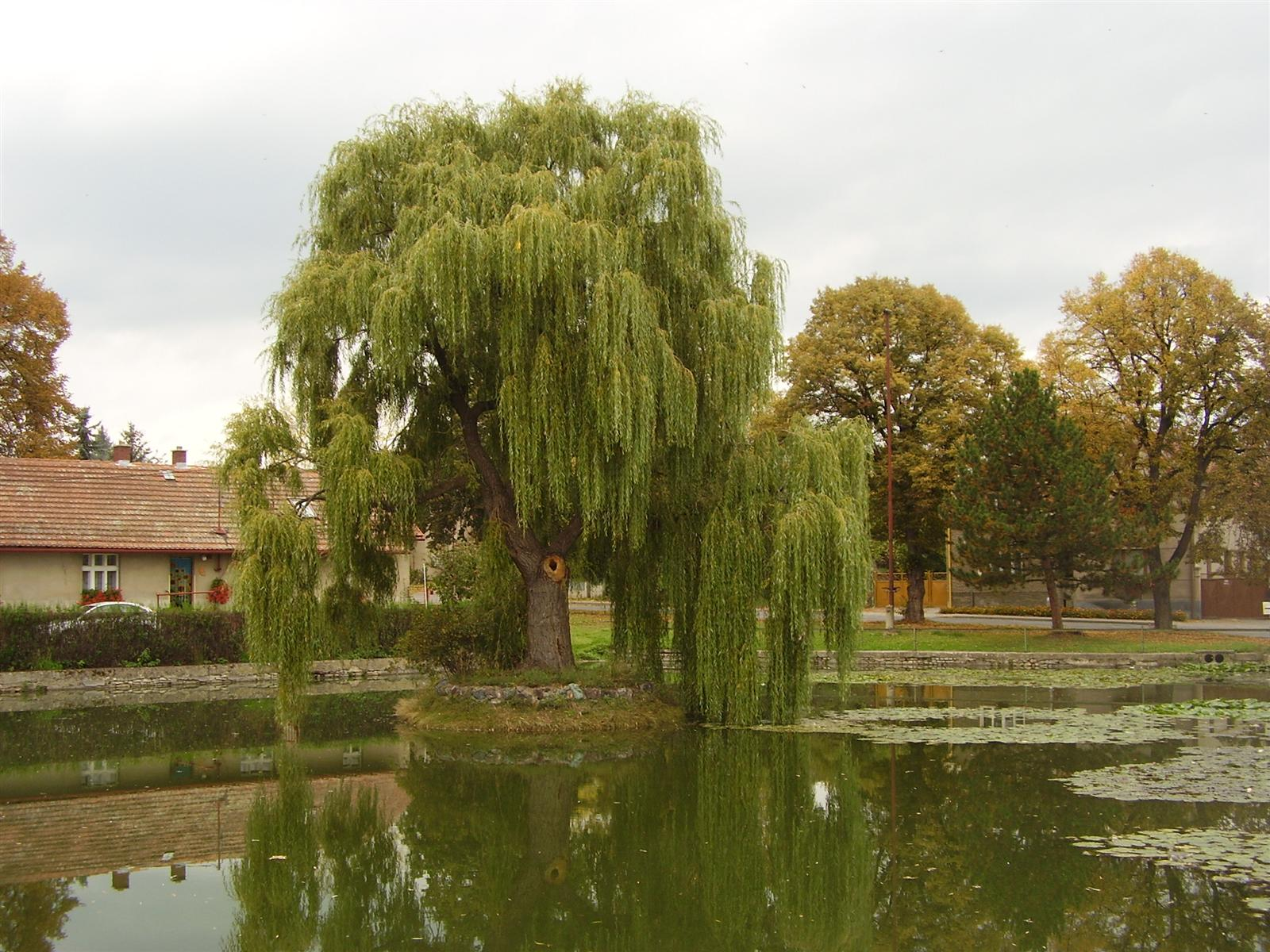
Vrba nad rybníkem u náměstí

- Kostel svatého Prokopa na návsi – jednolodní budova s věží při západním průčelí; byl opravován v letech 1779–82
- Rozhledna Lhotka u Berouna
- Usedlost čp. 85
- Husitská kaple
- památník padlých v první světové válce

## Doprava
Dopravní síť
- Silniční doprava – Obcí vede silnice II/118 v úseku Beroun - Kladno.
- Železniční doprava – Železniční trať ani stanice na území obce nejsou; nejblíže obci je železniční stanice Hýskov na železniční trati 174 Beroun - Rakovník.

- Autobusová doprava – V obci od prosince 2019 zastavují dvě autobusové linky:[14]
  - linka 630 (Kladno,Aut.Nádr. – Pletený Újezd – Braškov – Unhošť,Nám. – Malé Kyšice – Chyňava – Železná – Beroun)
  - linka 636 (Chyňava - Loděnice)

## Partnerské obce
28. června 2008 byla podepsána dohoda o partnerství mezi Svazem obcí Valle di Ledro (sestávajícím z obcí: Molina di Ledro, Pieve di Ledro, Bezzecca, Concei, Tiarno di Sotto a Tiarno di Sopra) na straně jedné a osmi českými městy a obcemi (Příbram, Všeň, Milín, Buštěhrad, Nový Knín, Ptice, Chyňava, Doksy) na straně druhé.
Na počest Česko-Italského přátelství byla vybudována stejnojmenná stezka.